# يالقوز أغاج (مرند)
يالقوز أغاج هي قرية في مقاطعة مرند، إيران. عدد سكان هذه القرية هو 3,208 في سنة 2006.